# Pabasza

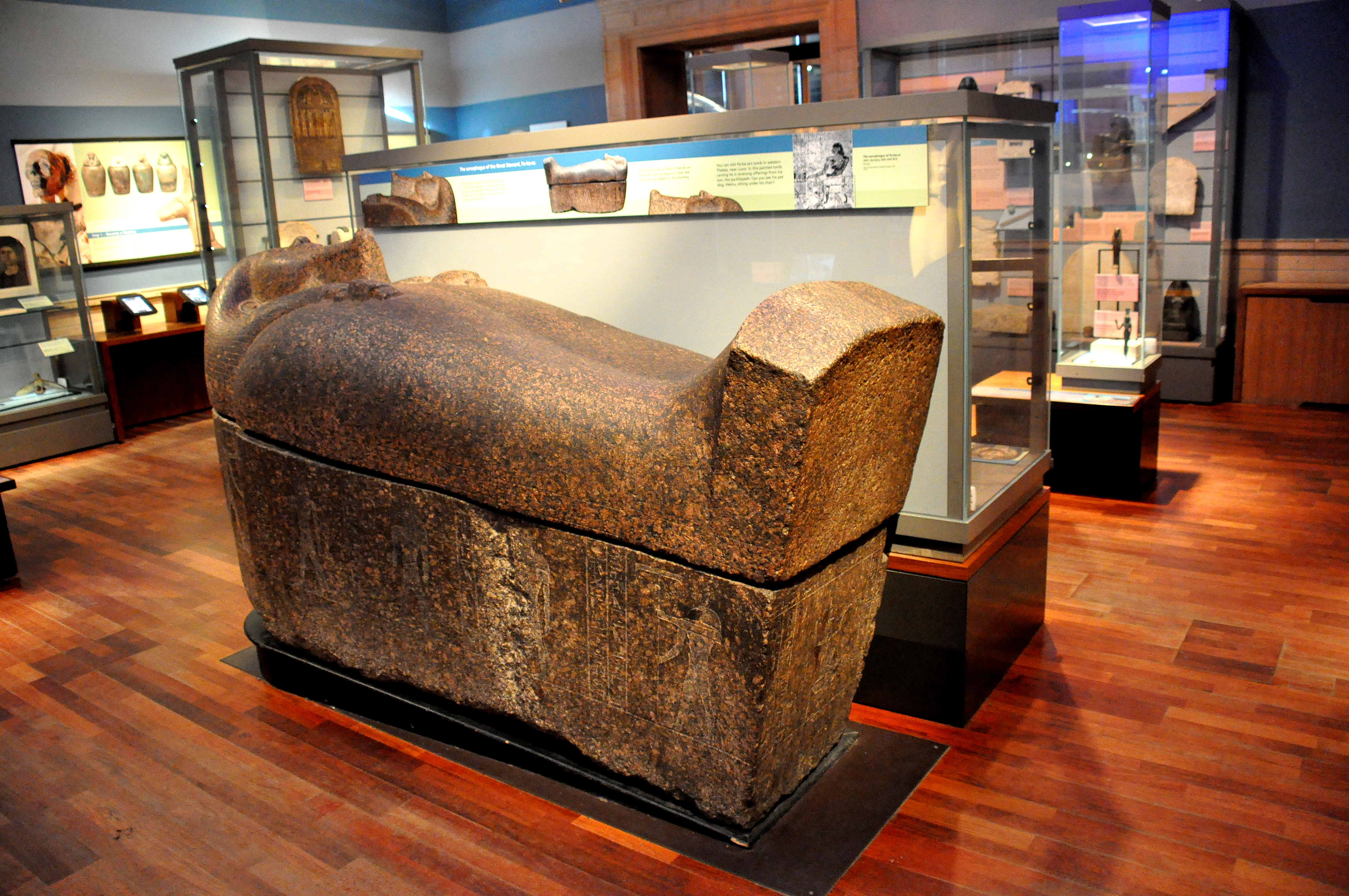
Pabasza szarkofágja a glasgowi- Kelvingrove Művészeti Galéria és Múzeumban

Pabasza ókori egyiptomi nemesember volt a szaiszi korban, Ámon isteni feleségének, I. Nitókrisznak a háznagya. Ibit követte ebben a pozícióban. A thébai nekropoliszban temették el, El-Asszaszifban, a TT279 sírban. Szarkofágját Alexander Douglas-Hamilton, Hamilton 10. hercege vásárolta meg 1836-ban Párizsban; ma a glasgow-i Kelvingrove Művészeti Galéria és Múzeumban található.
Pabasza egyik unokája Pedubaszt fő háznagy volt, Felső-Egyiptom felügyelője, akinek sírját 2015-ben fedezték fel, az el-asszasszifi TT391 síron belül.

## Fordítás
- Ez a szócikk részben vagy egészben  a   Pabasa című angol Wikipédia-szócikk ezen változatának fordításán alapul.  Az eredeti cikk szerkesztőit annak laptörténete sorolja fel. Ez a jelzés csupán a megfogalmazás eredetét és a szerzői jogokat jelzi, nem szolgál a cikkben szereplő információk forrásmegjelöléseként.